# Calci (Itàlia)
Calci és un municipi situat al territori de la província de Pisa, a la regió de la Toscana, (Itàlia).
Calci limita amb els municipis de Buti, Capannori, San Giuliano Terme i Vicopisano.

## Galeria

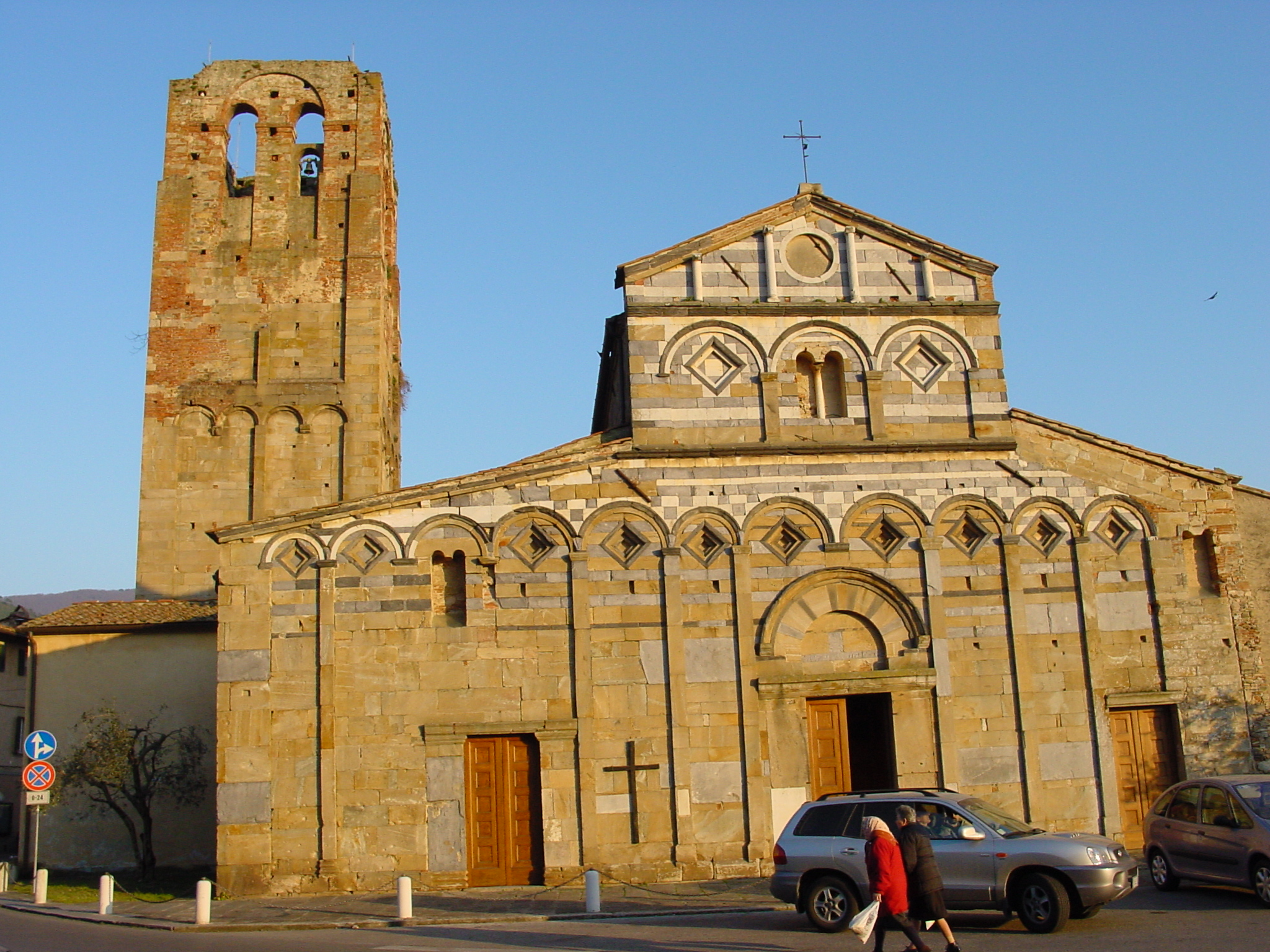
Església de Calci
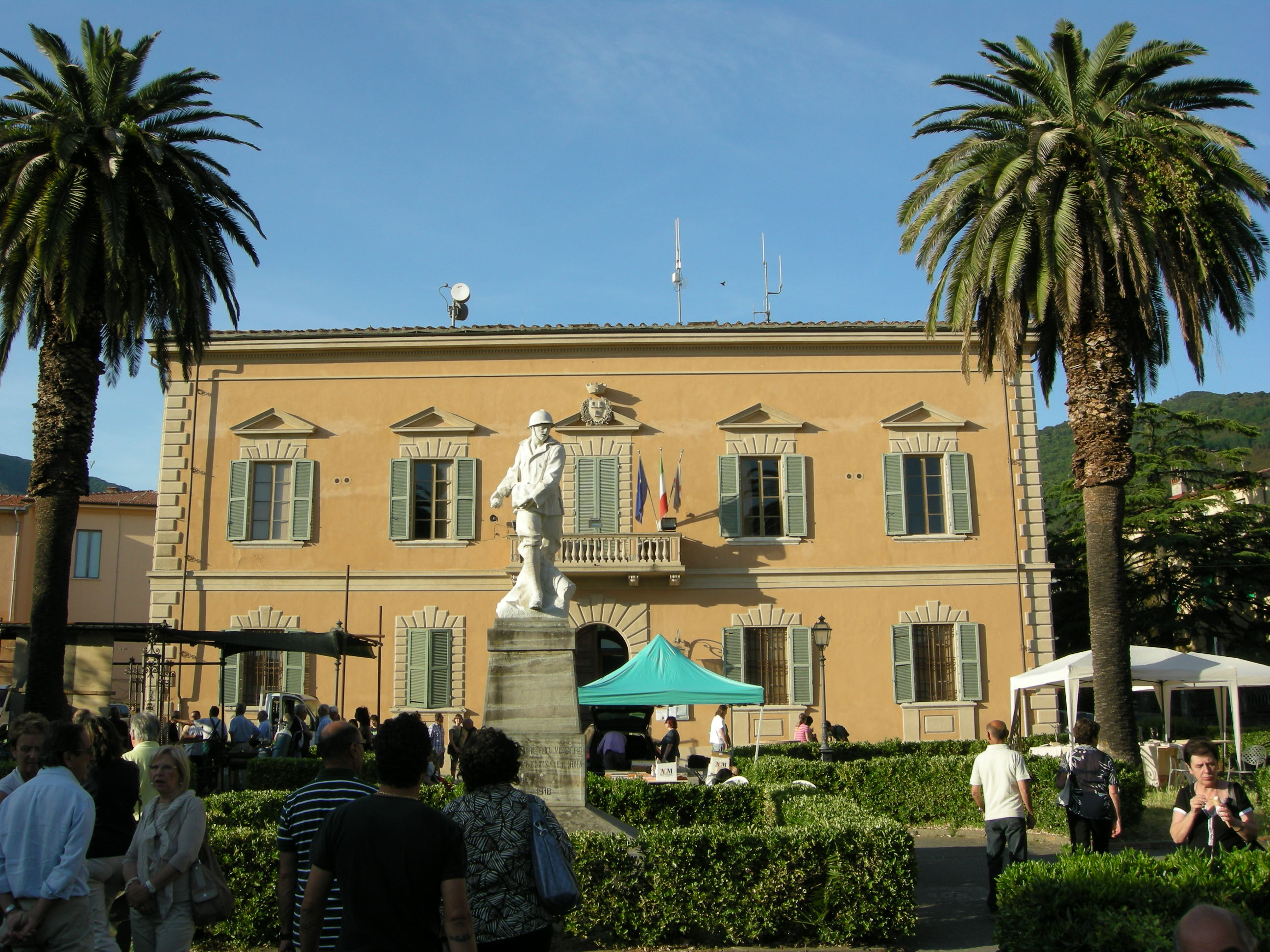
Ajuntament